# 軫國
軫国，先秦小型诸侯国，在今湖北省应城市西。
前701年，楚国的屈瑕打算和貳國、轸国两国结盟，郧国人的军队驻扎在蒲骚，准备和随国、绞国、州国、蓼国四国一起进攻楚国军队。楚国在蒲骚打败郧国军队，和贰、轸两国订立了盟约回国。轸国最后亡于楚国。